# Amfitheater van Périgueux
Het Amfitheater van Périgueux, lokaal bekend als de Arènes Romaines, is een antiek amfitheater in de Franse stad Périgueux. 
Op de plaats van het huidige Périgueux lag in de oudheid Vesunna Petrucorriorum, een grote Gallo-Romeinse stad, die in de 1e en 2e eeuw n.Chr. 15.000 tot 20.000 inwoners had. Het amfitheater werd in de 1e eeuw gebouwd, in opdracht van de tribunus militum Pompeius Dumnomotus. Het amfitheater was 141,4 meter lang en 118,2 meter breed. Het bood plaats aan ongeveer 18.000 toeschouwers. 
In de derde eeuw werd een nieuwe stadsmuur gebouwd om Vesunna. De noordelijke helft van het amfitheater werd daarbij in de stadsmuur opgenomen. Het amfitheater raakte buiten gebruik en de tribunes werden overbouwd met huizen, waarbij men nuttig gebruik kon maken van de betonnen constructie als fundering. Het amfitheater diende daarbij ook als steengroeve, waar men eenvoudig bouwmaterialen kon vinden. Nadat de huizen werden afgebroken bleven nog enkele restanten van het amfitheater staan.  Op en rond de restanten van het amfitheater werd het Jardin des Arènes de Périgueux aangelegd, een openbaar park.
Het amfitheater werd in 1840 erkend als Monument historique.

## Bron
- Dit artikel of een eerdere versie ervan is een (gedeeltelijke) vertaling van het artikel Amphithéâtre_de_Périgueux op de Franstalige Wikipedia, dat onder de licentie Creative Commons Naamsvermelding/Gelijk delen valt. Zie de bewerkingsgeschiedenis aldaar.